# 舌唇苣苔属
舌唇苣苔属（学名：Deltocheilos）是苦苣苔科下的一个属。该属仅有舌唇苣苔（Deltocheilos tenui）一种，分布于中国湖南。
现为报春苣苔属（Primulina Hance）的异名。
属名Chirita源于印度语chirita，一种植物名。